# 涎腺玻璃样变透明细胞癌
涎腺玻璃样变透明细胞癌（Hyalinizing clear cell carcinoma，HCCC）是一种罕见的恶性唾液腺肿瘤，预后良好，通常见于舌头或上颚。

## 症状
HCCC通常存在于口腔中，无痛。

## 诊断
HCCC通过组织检查（例如活體組織切片）来诊断。

### 病理
HCCC由具有丰富透明细胞质的细胞组成，呈索状、小梁状或簇状排列于透明基质中。核多形性通常很小，少见有丝分裂。
由于肿瘤细胞的糖原含量，其在显微镜下外观清晰，可被PAS染色。S100和平滑肌肌动蛋白（SMA）的免疫染色通常为阴性，而细胞角蛋白和上皮膜抗原（EMA）则为阳性。
HCCC通常具有复发性染色体易位t(12;22)，涉及基因EWSR1和ATF1。在透明细胞肉瘤中可见相同的易位。
组织学鉴别诊断包括粘液表皮样癌（透明细胞变体）、腺泡细胞癌（透明细胞变体）、上皮-肌上皮癌和转移性透明细胞癌。

## 预后
HCCC通常预后良好。